# Telosticta dupophila
Telosticta dupophila – gatunek ważki z rodziny Platystictidae. Endemit wyspy Borneo występujący w jej zachodniej części.